# Adamussium colbecki
Adamussium colbecki (Морський гребінець антарктичний) — вид двостулкових молюсків родини гребінцевих (Pectinidae).

## Поширення
Вид є ендеміком антарктичних вод. Населяє море Росса, море Ведделла, море Дейвіса та Південний океан. Хоча вид має циркумполярне поширення, але щільність поширення неоднакова. В деяких місцях зареєстровано до 90 особин на м2.

## Спосіб життя
В основному населяє мілкі води до 100 м глибини, але описаний випадок знаходження на глибині 4840 м. Населяє різноманітні ґрунти (мулисті, піщані, кам'янисті). До дна кріпиться бісусом .

## Опис
Мушля молюска сягає 7 см завдовжки та 7 см завширшки і має майже округлу форму. Стулки пурпурно-червоного забарвлення з хвилястою, гладенькою поверхнею. 12 ребер відходять з вершини стулки. Існує ледь помітна структура концентричних річних кілець.